# Vivoin
Vivoin é uma comuna francesa na região administrativa do País do Loire, no departamento de Sarthe. Estende-se por uma área de 18.3 km². Em 2010 a comuna tinha 971 habitantes (densidade: 53,1 hab./km²).